# إكس بلين
اكس-بلاين (en:X-plane) هو برنامج محاكاة طيران طور من أجل الحاسوب. وهو الأكثر انتشارا في الأوساط العامة مقارنة مع مايكروسوفت فلايت سيميولتر لأنه أكثر واقعية، هذا بالإضافة إلى الإمكانيات المتميزة الذي يتيحها.

## معلومات إضافية
اكس-بلاين لعبة احتكارية أي أنها ليست مجانية وهي تقبل بيئات نظام مختلفة مما يزيد تفوقها.تتيح للمستخدمين إمكانيات متقدمة كإمكانية تغيير الطائرات أو إنشاء طائرات جديدة كما يمكن تغيير الأمكنة إلى غير ذلك وهذه امتيازات تتفوق بها على مايكروسوفت فلايت سيميولتر.
يمكن لعب اكس-بلاين على الإنترنت بإضافة ملحقات وهكذا يصبح الجو أكثر جمالا بتواجد أصدقاء يحلقون في نفس الوقت.

## وصلات خارجية
- (en) الموقع الرسمي